# キミとは致命的なズレがある
『キミとは致命的なズレがある』（キミとはちめいてきなズレがある）は、赤月カケヤによる日本のライトノベル。イラストは晩杯あきらが担当している。第5回小学館ライトノベル大賞ガガガ文庫部門優秀賞受賞作。ガガガ文庫（小学館）より2011年5月に刊行された。

## あらすじ
保健室で目を覚ました主人公の海里克也はどうやら階段で転んで気を失っていたらしい。克也は、十歳の時に起こった大きな事故で両親と記憶をともに失っていたため、ここ数年の記憶しかない。しかし、保険医の鏡の「見えないモノが見えてない？」という問いかけから、自販機の陰に倒れている少女の身体や靴箱や鞄に入れられた不幸の手紙などが見えるようになっていたことなどを思い出す。

## 登場人物
海里克也（うみさと かつや）
県立登良高校の一年生。
過去に大きな事故に遭った理由で子供のころの記憶がない。
頭が潰された血まみれ死体の幻覚を度々見てしまう。
差出人を探すように書かれた不幸の手紙を受け取るようになるが、それがいつ克也の元に来ているのか感知できないでいる。
山美鳥（やま みどり）
克也の同級生。克也を「うーみん」と呼ぶ。
雨笠良平（あまがさ りょうへい）
克也の同級生。美鳥に好意を抱いている。
犬飼真澄美（いぬかい ますみ）
県立登良高校の教師。克也達のクラスの副担任。
鏡司（かがみ つかさ）
県立登良高校の保健医。夏彦と知り合い。克也の精神が崩壊しないか気を配っている。
海里夏彦（うみさと なつひこ）
克也の養父。警察官。
宮崎ひなた（みやざき - ）
克也の幼なじみ。克也を「あーくん」と呼ぶ。
赤鬼（あかおに）
克也の罪悪感から赤鬼の姿に見えているが、本名は宮崎武（みやざき たけし）。克也を恨み殺そうとしている。

## 評価
第5回小学館ライトノベル大賞ガガガ文庫部門にて優秀賞を受賞している（受賞時のタイトルは「From～とある不幸の手紙」）。同賞でゲスト審査員を務めた麻枝准は本作を以下のように評している。

## 既刊一覧
- 赤月カケヤ（著） / 晩杯あきら（イラスト） 『キミとは致命的なズレがある』 小学館〈ガガガ文庫〉、2011年5月18日発売[4]、ISBN 978-4-09-451269-4

## オーディオブック
2022年12月20日より配信開始。
キャスト
- 朗読＋宮崎武ほか - 陣谷遥
- 海里克也 - 馬場惇平
- 山美鳥ほか - 南波ゆき
- 雨笠良平ほか- 宮田幸季
- 鏡司ほか - 山藤桃子
- 犬飼真澄美＋夢乃咲希ほか - 佐野愛
- 宮崎ひなたほか - 伏見はる香
- 夏彦ほか - 岡本幸輔